# コスタ・セレーナ
コスタ・セレーナ（Costa Serena）はイタリアのクルーズ会社コスタ・クルーズのコンコルディア級クルーズ船である。セレナという名前は、調和と静けさを象徴することを目的としている。
コスタ・セレーナはセストリポネンテのフィンカンティエリで建造された。2005年に姉妹船のコスタ・コンコルディアが建造されている。この船は、2014年にコスタ・ディアデマが建造されるまでの間、3隻の運航中の姉妹船と共にコスタ・クルーズの最大かつ最長の船であった。2009年と2011年に姉妹船のコスタ・パシフィカとコスタ・ファヴォロサが、2012年にコスタ・ファシノサが竣工した。コスタ・セレーナの名付け親はマリオン・コティヤールである 。

## 就航イベント
2007年5月19日にフランスのマルセイユでコスタ・セレーナの就航イベントが開催された。イベントでは、花火とレーザーショーが行われた。実際の就航と同時に、コスタはSecond Lifeの仮想世界で就任イベントを開催した 。

## 発着地
沖縄プログラム（那覇・宮古島発着）および日本海プログラム（金沢・舞鶴・境港・佐世保発着）と２つのプログラムが存在する。2023年には、日本に配船。主に日本人顧客向けに日本発着のクルーズを運航する。日本の旅行会社あるいは公式ホームページにて予約可能。

## ドキュメンタリー
2009年、コスタ・セレーナとそのクルーは、6エピソードのナショナルジオグラフィックチャンネルのドキュメンタリーシリーズCruise Ship Diariesで紹介された。 